# 乐振葆

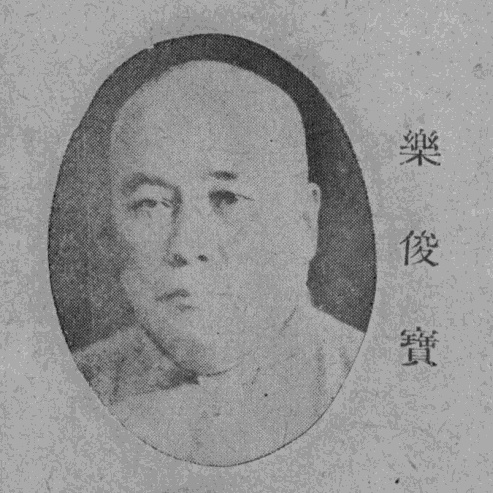

乐振葆（1869年—1941年），民国时期民族资本家、慈善家，中国钢铁工业先驱。

## 生平
名俊宝，字振葆，以字行，晚号玉几山人。1869年，生于浙江宁波府鄞县（今宁波市鄞州区）宝幢乡，兄乐谨蒲。父亲为木材商人，在上海创办经营泰昌木器公司。清朝光绪十年（1884年）16岁时，乐振葆离开鄞县赴上海接手父亲家族生意，任泰昌木器公司董事长、总经理。泰昌木器公司为中国第一家自主制造并营销西式家具沙发的企业。
入上海总商会。1916年，经上海总商会推举，代表上海总商会出访日本，考察日本工商业。乐振葆主要涉足能源与钢铁行业。乐振葆曾与人合资在今上海浦东创办了和兴钢铁厂，并出任和兴钢铁的常务董事。和兴钢铁厂是当时中国为数很少的大规模民族钢铁企业之一。乐振葆还兼任闸北水电公司常务董事，中国煤气厂董事。曾先后担任宁绍轮船公司、三友实业社、大中华火柴公司、振华油漆厂、上海商业银行、上海煤业银行等众多企业的董事，董事长职务。曾被推举为宁波旅沪同乡会理事。乐振葆也涉足钱庄业，曾投资上海、宁波多个钱庄。
1918年，乐振葆创办上海振华油漆厂，是当时中国著名的油漆涂料生产商。振华油漆厂生产的飞虎牌油漆在1926年巴拿马斐城举办的万国博览会上荣获金质奖。

## 慈善
乐振葆热衷慈善事业，曾大力支持沪甬等地公益事业。1916年，乐振葆将自己所拥有的房产地基捐赠给宁波旅沪同乡会。日本关东大地震后，又出资营救在日本关东大地震中罹难中国同胞。
曾捐巨资在家乡宁波修建公路，并出资捐建宁波灵桥，极大提升了当时宁波的交通。宁波灵桥当时由乐振葆捐资，上海公共租界工部局工程师詹姆生（英国籍）和新江记营造厂竺泉通设计中标，德国西门子洋行中标承建工程。宁波灵桥在1934年开工建设，于1936年完工，是当时中国最大的独洞大环拱桥。宁波灵桥也是中国桥梁史上第一座有中国工程师（当时新江记营造厂竺泉通）参与设计的单孔钢梁环形桥，今为浙江省文物保护单位。
乐振葆热衷教育卫生事业，捐资兴教，创办了宝林小学。并独资创办了宝林医院

## 著作
- 《阿育王山志》，捐资修编。记载阿育王山和东南名刹阿育王寺的历史掌故。
- 《匪窟悲思记》，乐振葆 撰。
- 《东游日记》，乐振葆 撰。记述乐振葆代表上海总商会赴日本考察工商业的见闻。